# Francisco Javier López Peña
Francisco Javier López Peña (Galdácano, Vizcaya, 30 de mayo de 1958 - París, Francia, 30 de marzo de 2013), alias Thierry, fue un miembro de la organización terrorista ETA y considerado jefe militar de la banda hasta su detención en 2008.

## Biografía
Francisco Javier López Peña, llamado Thierry, —también conocido como Zulos, Bartolo, Pierre o Marcel— es considerado por la policía española como el responsable de que ETA decidiera romper en 2007 la tregua iniciada el 22 de marzo de 2006. El ministerio del Interior también le señala como la persona que decidió perpetrar el atentado de la T-4 de Barajas, que acabó con la vida de dos ciudadanos ecuatorianos.
Thierry estuvo en las dos reuniones clave celebradas entre el Gobierno de España y ETA. En la de diciembre de 2006 sustituyó al hasta entonces considerado número uno de la organización, Josu Urrutikoetxea, Josu Ternera, y en la de mayo de 2007 ya era el portavoz principal de los terroristas.
Antes de su detención en mayo de 2008, solo había sido detenido en una ocasión, en 1983. Tras cumplir condena, pasó a la clandestinidad. En 1993 se convirtió en uno de los responsables del aparato de infraestructura de ETA, encargado de los zulos, agujeros en los que la banda oculta armas, explosivos y en algunas ocasiones personas secuestradas. Tiempo después, la presión policial le obligó a abandonar Francia y a buscar refugio en Cuba, y, a su vuelta de América, se incorporó a la dirección de la banda, donde pasó sucesivamente a hacerse cargo de los grupos de reserva, responsable de cursillos y jefe de la estructura militar de la organización.
En noviembre de 2008 se informó que ETA había decidido suspenderlo de militancia y que se encontraba «a la espera de castigo» por la organización. Según esta versión, el aparato militar de la banda, dirigido desde su caída por Txeroki, le consideraría responsable de entorpecer la preparación de atentados.
Falleció el 30 de marzo de 2013 en París tras haber sido hospitalizado el 11 de marzo por un derrame cerebral.